# Rotnowo
Rotnowo (z niem. Rottnow) – wieś w Polsce, położona w województwie zachodniopomorskim, w powiecie gryfickim, w gminie Gryfice.
Miejscowość zajęta 6 marca 1945 przez wojska radz. 3A 1 FB i przekazana następnie władzom Polski.
W latach 1946–1998 miejscowość administracyjnie należała do województwa szczecińskiego.

## Integralne części wsi

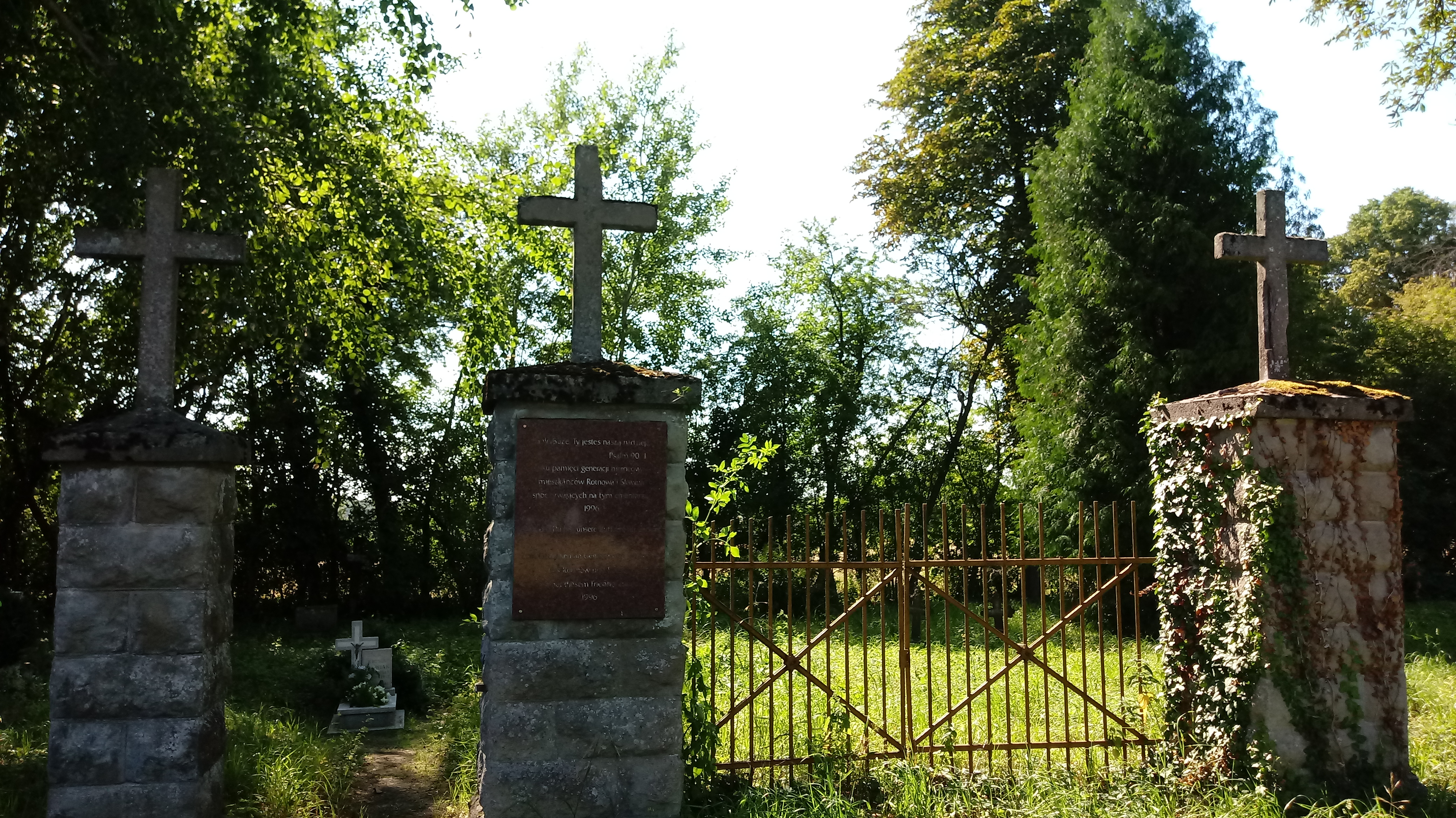
Brama cmentarza w Rotnowie

| SIMC    | Nazwa    | Rodzaj     |
| ------- | -------- | ---------- |
| 0775965 | Skowrony | przysiółek |

## Zabytki
W miejscowości znajduje się wpisany do księgi zabytków (nr rej. 313 z 12.09.1958 r.) kościół pw. Matki Boskiej Częstochowskiej z 1780 roku o konstrukcji szkieletowej, murowany, jednonawowy z wieżą, pokryty gontem i dachówką. Jego budowniczym był Reuter. Wewnątrz kościoła znajduje się barokowy ołtarz. W Atlasie sztuki ludowej i folkloru w Polsce zamieszczone są informacje o wsi ze względu na ten zabytek kultury ludowej. Kościół ponownie poświęcono 3 maja 1947 r.
Przy drodze prowadzącej do wsi znajduje się nieczynny cmentarz poniemiecki, na którym postawiono pomnik poświęcony mieszkańcom wsi poległym w I wojnie światowej. 
Niektóre z budynków mieszkalnych, a także budynki gospodarcze pochodzące z połowy XIX w. są obiektami chronionymi. 
W miejscowości (działka nr 162/2) rośnie buk zwyczajny w odmianie zwisłej w wieku ok. 120 lat, obwodzie pnia 330 cm i wysokości 21 m, który został uznany za pomnik przyrody.

## Kultura i szkolnictwo
We wsi w 1950-1980 mieściła się jednoklasowa szkoła, w której funkcję nauczyciela i kierownika pełniła Felicja Jakubiak z domu Zatońska.
Placówką kultury jest tu świetlica, opiekę nad nią sprawuje Gryficki Dom Kultury, natomiast jej funkcjonowanie na co dzień włączając w to zajęcia jest zasługą Rady Sołeckiej.
W miejscowości funkcjonuje jednostka Ochotniczej Straży Pożarnej.
Gmina Gryfice utworzyła jednostkę pomocniczą – "Sołectwo Rotnowo", które obejmuje miejscowości: Rotnowo i Skowrony. Organem uchwałodawczym sołectwa jest zebranie wiejskie, na którym mieszkańcy wybierają sołtysa. Działalność sołtysa wspomaga jest rada sołecka, która liczy od 3 do 7 osób – w zależności od ustaleń wyborczego zebrania wiejskiego. Powierzchnia sołectwa wynosi 646 ha.